# Aït Boumahdi
Aït Boumahdi è un comune dell'Algeria, situato nella provincia di Tizi Ouzou.